# Корну (Долж)
Корну (рум. Cornu) насеље је у Румунији у округу Долж у општини Ородел. Oпштина се налази на надморској висини од 183 m.

## Становништво
Према подацима из 2002. године у насељу је живело 712 становника, од којих су сви румунске националности.